# Sakchai Sim Ngam
Sakchai Sim Ngam (* 12. Juli 1952), mitunter auch Sakchai Sim-Ngam oder Sakchai Sim-ngam, ist ein thailändischer Snookerspieler, der zwischen 1985 und 1989 Profispieler war. In dieser Zeit erreichte er Platz 80 der Snookerweltrangliste, später gelang ihm dank einer Wildcard eine Teilnahme an der Runde der letzten 32 der Thailand Open 1995. Erfolgreicher war er auf Amateurebene, wo er unter anderem die Asienmeisterschaft 1984 und die Amateurweltmeisterschaft 1995 gewinnen konnte.

## Karriere
Sakchai erreichte 1982 das Halbfinale der thailändischen Meisterschaft, zwei Jahre später das Finale der ACBS-Snookerasienmeisterschaft. Mit einem 8:5-Sieg über seinen Landsmann Vichien Saengtong wurde er erster Asienmeister der Geschichte. Anschließend nahm er auch an der Amateurweltmeisterschaft teil, schied aber schon in der Gruppenphase aus. Des Weiteren wurde er zum professionellen Thailand Masters eingeladen, wo ihm überraschend ein Sieg gegen Profiweltmeister Steve Davis gelang. 1985 misslang ihm die Titelverteidigung des Asienmeistertitels erst im Finale durch eine Niederlage gegen Gary Kwok. Wenig später wurde er Profispieler. In seiner Debütsaison, der Spielzeit 1985/86, konnte er einige respektable Ergebnisse erzielen, wodurch er auf Platz 80 der Weltrangliste geführt wurde. In seiner zweiten Saison spielte er aber nur noch das Thailand Masters, ehe er alle weiteren Partien nicht mehr antrat. Offiziell blieb er noch zwei Jahre Profispieler, ohne aber eine einzige Partie zu bestreiten. Mitte 1989 verlor er schließlich die Spielberechtigung. Bereits als Amateur wurde er wenig später zum Kent Cup 1990 eingeladen, wo er das Halbfinale erreichte.
1995 meldete sich Sakchai auf der internationalen Bühne zurück. Zusammen mit Praprut Chaithanasakun und Somporn Kanthawang gewann er bei den Südostasienspielen 1995 eine Silbermedaille für Thailand im Snooker-Mannschaftswettbewerb. Daneben nahm er an der Amateurweltmeisterschaft teil und zog direkt ins Finale ein. Mit einem 11:7-Sieg über David Lilley kürte er sich zum Amateurweltmeister. Infolgedessen konnte er dank Wildcards an den Thailand Open 1995, den Thailand Open 1996 und dem Asian Classic 1996 teilnehmen, drei Turnieren der Profitour. Bei ersterem gelang ihm mit Glück der Einzug in die Runde der letzten 32. Die Titelverteidigung bei der Amateurweltmeisterschaft 1996 scheiterte durch eine Achtelfinalteilniederlage gegen Stan Gorski, bei der Ausgabe 1997 unterlag er im Viertelfinale dem Chinesen Guo Hua. Danach zog sich Sakchai vom Snooker auf höherer Leistungsebene zurück. 2007 kehrte er zwar kurzzeitig zur IBSF-Senioren-Snookerweltmeisterschaft zurück, doch nach seiner Achtelfinalniederlage zog er sich wieder zurück.

## Erfolge (Einzel)
| Ausgang         | Jahr | Turnier                        | Finalgegner       | Ergebnis |
| --------------- | ---- | ------------------------------ | ----------------- | -------- |
| Amateurturniere |      |                                |                   |          |
| Sieger          | 1984 | ACBS-Snookerasienmeisterschaft | Vichien Saengtong | 8:5      |
| Zweiter         | 1985 | ACBS-Snookerasienmeisterschaft | Gary Kwok         | 5:8      |
| Sieger          | 1995 | IBSF-Snookerweltmeisterschaft  | David Lilley      | 11:7     |